# Olios malagassus
Olios malagassus är en spindelart som beskrevs av Embrik Strand 1907. Olios malagassus ingår i släktet Olios och familjen jättekrabbspindlar.
Artens utbredningsområde är Madagaskar. Utöver nominatformen finns också underarten O. m. septifer.